# Завод хімії хлору в Літтоні
Завод хімії хлору в Літтоні — виробничий майданчик на сході Австралії в районі Брисбену.
Ще у 1980-х роках британський хімічний концерн Imperial Chemical Industries (ICI) виявив бажання побудувати в Літтоні невеликий завод хлору. Цей проєкт зустрів сильний спротив місцевих мешканців та був скасований, проте згодом у Літтоні все-таки виник майданчик з виробництва хлору. У 2012-му його придбала компанія Coogee, що з кінця XX століття володіла розташованими на західному узбережжі країни двома великими хлорними заводами в Кемертоні та Квінані. Останні передусім забезпечували роботу заводів діоксиду титану, тоді як майданчик у Літтоні орієнтувався на індустрію очистки води.
У 2016-му представники Coogee повідомили про завершення проєкту зі збільшення потужності заводу в Літтоні вдвічі, проте це повідомлення не містило якихось абсолютних вимірників.
Завод здійснює електроліз хлориду натрію з отриманням хлору, каустичної соди та водню, крім того, як похідні продукти випускають гіпохлорит натрію (продукт реакції хлору з каустичною содою) та соляну кислоту (взаємодією хлору та водню).